# Paus Nicolaas III
Nicolaas III, geboren als Giovanni Gaetano Orsini (Rome, 12 december 1216 - Soriano (Viterbo), 22 augustus 1280) was paus van 25 november 1277 tot aan zijn overlijden in 1280.

## Carrière
Hij was een Romeins edelman die gediend had onder acht pausen, benoemd door paus Innocentius IV tot kardinaal-diaken van San Nicola in Carcere Tulliano, tot beschermheer van de Franciscanen door paus Alexander IV, in 1262 tot inquisiteur-generaal door paus Urbanus IV. Door zijn invloed werd Urbanus IV in 1261 tot paus verkozen. Hij speelde ook een belangrijke rol bij de verkiezing van Gregorius X en van Johannes XXI. Uiteindelijk volgde hij Johannes XXI op, grotendeels dankzij familieconnecties, na een vacature van acht maanden op de Heilige Stoel.

## Pauselijke beleidsdaden
Zijn korte pontificaat werd gekenmerkt door een aantal belangrijke gebeurtenissen.
Nicolaas was een politiek natuurtalent; hij versterkte de politieke positie van het Vaticaan in Italië aanzienlijk. Hij sloot in mei 1278 een concordaat met rooms-koning Rudolf I van Habsburg (reg. 1273-91), waarbij de Romagna en het exarchaat Ravenna aan de paus toevielen. In juli van hetzelfde jaar vaardigde hij een verbod met blijvende betekenis uit op het benoemen van buitenlanders in het burgerlijke bestuur van de stad Rome. Hij zond missionarissen naar Perzië en China.
Op 14 augustus 1279 vaardigde hij de bul Exiit qui seminat uit over de interpretatie van de kloosterregel van Franciscus van Assisi, waarmee hij het geschil beslechtte binnen de Franciscaner orde tussen de strenge en de rekkelijke stroming. Hij stelde dat armoede veeleer een gemeenschappelijke dan een individuele kwestie is.
Hij liet tegen enorme kosten het Lateraanse paleis en het Vaticaan repareren en liet bovendien een fraai buitenhuis bouwen in Soriano bij Viterbo. Hij stierf aan een hartaanval.

## Reputatie
Hoewel Nicolaas III bekendstond om zijn geleerdheid en zijn strenge karakter, heeft hij zijn reputatie toch schade gedaan door zijn pogingen prinsdommen te regelen voor zijn neefjes en andere familieleden.
Nicolaas III komt als figuur voor in Dantes Inferno. Hij blijkt wegens simonie tot een speciale helse straf veroordeeld te zijn: Nicolaas is op zijn kop begraven, als bovenste van een hele stapel pausen. Van zijn voetzolen, die uit de grond steken, kringelt rook op. Uit deze positie bleek zijn status als ergste veroordeelde tot dan toe. Hij weet Dante nog mee te delen dat de in Dantes tijd regerende paus Clemens V eenzelfde lot wacht, omdat díe de ergste van allemaal zou zijn.